# Монревель, Фердинан де Лабом
Фердинан де Лабом (фр. Ferdinand de la Baume; 1603 — 20 ноября 1678, Париж), граф де Монревель — французский государственный и военный деятель.

## Биография
Сын Клода-Франсуа де Лабома, графа де Монревеля, и Жанны д’Агу де Монтобан.
Маркиз де Сен-Мартен и Савиньи-сюр-Орж, барон де Марбо, Фуасья, Корлау и Водре, сеньор д’Абержеман, де Сент-Этьен-дю-Буа, Сен-Жюльен, Сент-Этьен-су-Рессуз, дю Фель-Бийо, Рансоньер, Шандивер, Ликона, Вериа, Презийи, Ла-Барр, Пелапюссен, Фёран и Монторжан.
На следующий день после гибели отца, 1 июня 1621 17-летний Клод-Франсуа де Лабом стал кампмейстером Шампанского полка, в котором к тому времени прослужил два года волонтером. Участвовал в осадах Сен-Жан-д’Анжели и Руайяна, в ходе последней был опасно ранен.
Отставлен от командования полком в апреле 1622 по причине длительной болезни, вызванной ранением. Участвовал добровольцем в осаде Ла-Рошели, войнах в Лотарингии и Пикардии, штурме Сузы, помощи Казале, завоевании Пиньероля, бою у моста Кариньяно и войнах в Лангедоке.
В ноябре 1637 был направлен королем в Пьемонт с соболезнованиями к Мадам Ройяль, по случаю смерти её мужа, герцога Савойского. По возвращении был назначен государственным советником и капитаном ста тяжеловооруженных всадников.
15 сентября 1641 в Перонне, после отставки маркиза де Ламот-Уданкура, был назначен генеральным наместником Бресса, Бюже, Вальроме, Жекса и графства Шароле. Зарегистрирован Дижонским парламентом 18 декабря.
Патентом от 8 июня 1643 произведен в лагерные маршалы, а 28 мая 1654 в генерал-лейтенанты армий короля. В последнем чине служил в армии маршала Лаферте.
31 декабря 1661 пожалован в рыцари орденов короля.
В 1675 году отказался от наместничества в пользу сына.

## Семья
Жена (контракт 1.10.1623): Мари Олье де Нуантель, дочь Франсуа Олье, сеньора де Нуантеля, и Франсуазы Буйе
Дети:
- Шарль-Франсуа де Лабом (ум. 05.1666), маркиз де Сен-Мартен. После выпуска из академии получил роту в Королевском полку на войне в Каталонии. В 1645 году участвовал в походе в Артуа, где был ранен у форта Ватен и взят в плен. Содержался в Сент-Омере, и был освобожден в следующем году при общем обмене пленными. Служил добровольцем в войсках принца Конде в Каталонии в 1647, во Фландрии в 1648 и во время Фронды в 1649. В 1656 году назначен почетным рыцарем-советником Дольского парламента, после отставки Жака-Никола де Лабома, графа де Сент-Амура. Жена (контракт 2.01.1647): Клер-Франсуаза де Со де Таванн, дочь и наследница Шарля де Со, барона де Таванна, бальи Маконне, и Филиберты де Латур-Оккор
- Луи де Лабом, приор Марбо
- Франсуа де Лабом, мальтийский рыцарь. Сопровождал герцога д’Арпажона в посольстве в Польшу
- Никола-Огюст де Лабом (1645—1716), маркиз де Монревель, маршал Франции. Жена 1) (1665): Изабо де Вера де Полиан, дама де Кюизьё, дочь Жана де Вера, сеньора де Полиан, и Изабель де Сен-Жиль; 2) (1688): Жанна-Эме де Рабоданж
- Мари де Лабом, аббатиса в Сент-Андош-д’Отёне
- Изабель-Эспри де Лабом. Муж (17.02.1648): виконт Луи-Арман де Полиньяк, маркиз де Шалансон